# Gare d’Auterive
Gare d’Auterive vasútállomás Franciaországban, Auterive településen.

## Vasútvonalak
Az állomást az alábbi vasútvonalak érintik:
- Portet-Saint-Simon–Puigcerdà-vasútvonal

## Kapcsolódó állomások
A vasútállomáshoz az alábbi állomások vannak a legközelebb:
- Gare de Venerque-le-Vernet
- Gare de Cintegabelle